# Kasachische Nationale Agraruniversität

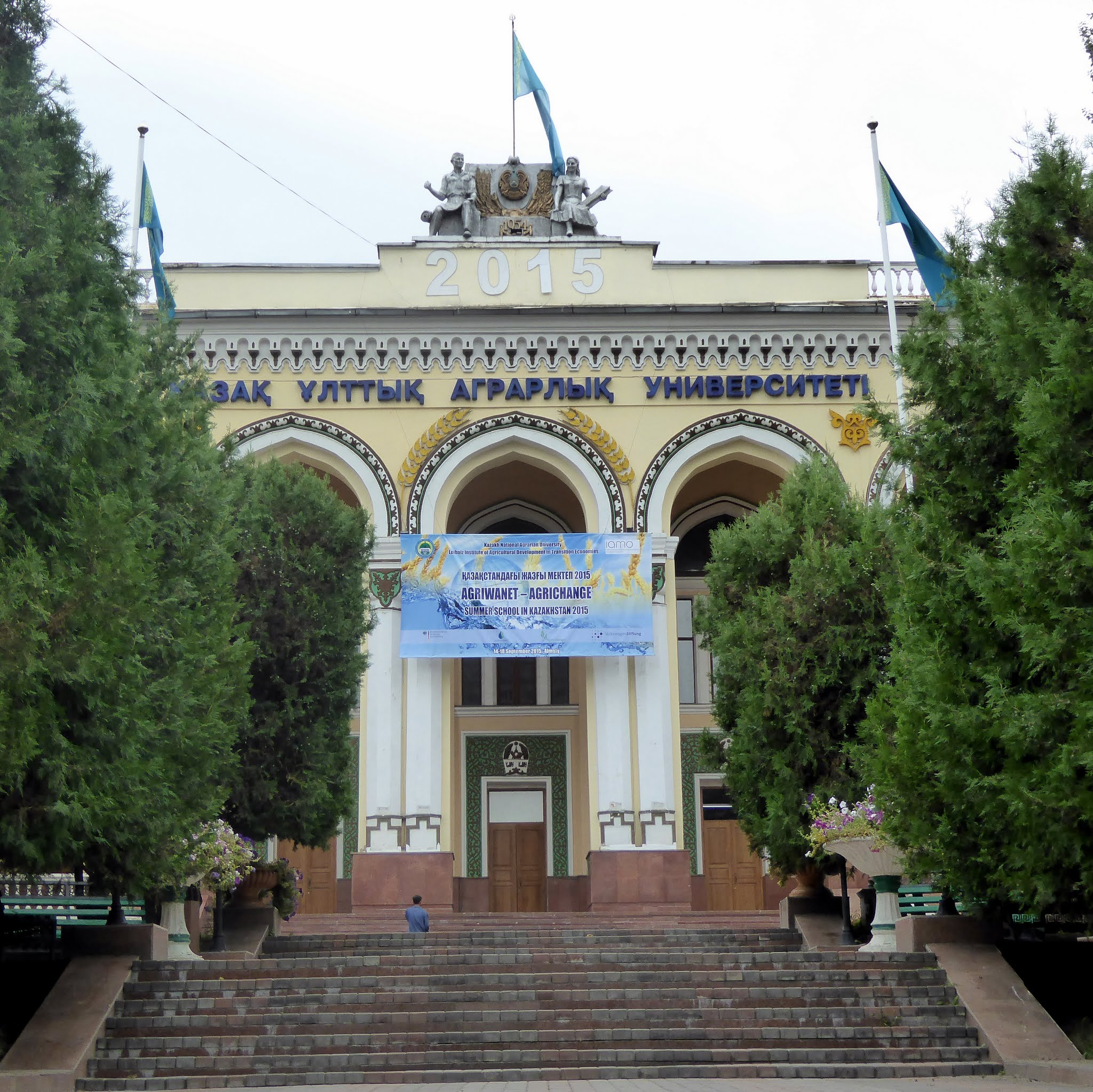
Hauptgebäude der Universität

Die Kasachische Nationale Agraruniversität (kasachisch Қазақ ұлттық аграрлық университеті Qazaq ulttıq agrarlıq universiteti; russisch Казахский национальный аграрный университет Kasachski nazionalny agrarny universitet) ist eine landwirtschaftliche Universität im kasachischen Almaty.

## Geschichte
Die heutige Universität entstand erst durch den Zusammenschluss zweier Hochschulen. Das Veterinärinstitut Alma-Ata wurde am 1. Oktober 1929 durch einen Beschluss des Rates der Volkskommissare der RSFSR gegründet. Es war die erste landwirtschaftliche Hochschule auf dem Gebiet des heutigen Kasachstan und die zweite Hochschule überhaupt, die in der Kasachischen ASSR gegründet wurde.
Das Kasachische Landwirtschaftsinstitut wurde 1930 gegründet. Es umfasste zwei Fakultäten. Erster Rektor der Einrichtung wurde Oras Schandossow. Den ersten Abschlussjahrgang 1933 schlossen insgesamt 78 Personen, darunter 20 Kasachen, ab. 1971 wurde das Institut mit dem Orden des Roten Banners der Arbeit ausgezeichnet.
1996 wurde durch den Zusammenschluss des Veterinärinstituts und des Kasachischen Landwirtschaftsinstituts die Kasachische Staatliche Agraruniversität gegründet. Zum ersten Rektor wurde Kenscheghali Saghadijew bestellt. Am 5. Juli 2001 wurde die Universität in den Status einer nationalen Universität erhoben und heißt seitdem Kasachische Nationale Agraruniversität.

## Fakultäten
Die Universität verfügt über folgende Fakultäten:
- Fakultät für Agrarbiologie
- Fakultät für Hydrotechnik, Landgewinnung und Wirtschaft
- Fakultät für Ingenieurwissenschaften
- Fakultät für Wald, Bodenschätze und Pflanzenschutz
- Veterinärmedizinische Fakultät
- Fakultät für Technologie und Bioressourcen